# Pseudostygarctus apuliae
Espèce
Pseudostygarctus apuliae est une espèce de tardigrades de la famille des Stygarctidae. 

## Distribution
Cette espèce est endémique des Pouilles en Italie. Elle a été découverte à Porto Colombo à Bari à 3 m de profondeur dans la mer Adriatique.

## Description
La femelle holotype mesure 130 µm.

## Étymologie
Son nom d'espèce lui a été donné en référence au lieu de sa découverte, les Pouilles.

## Publication originale
- D'Addabbo Gallo, Grimaldi de Zio & D'Addabbo, 2000 : Pseudostygarctus apuliae (Tardigrada, Heterotardigrada): a new species from the lower Adriatic Sea. Italian Journal of Zoology (Modena), vol. 67, no 1, p. 125-128 (texte intégral).